# Vraclavský hřbet
Vraclavský hřbet je geomorfologický okrsek v západní části Loučenské tabule, ležící v okresech Ústí nad Orlicí, Svitavy a Chrudim v Pardubickém kraji.

## Poloha a sídla

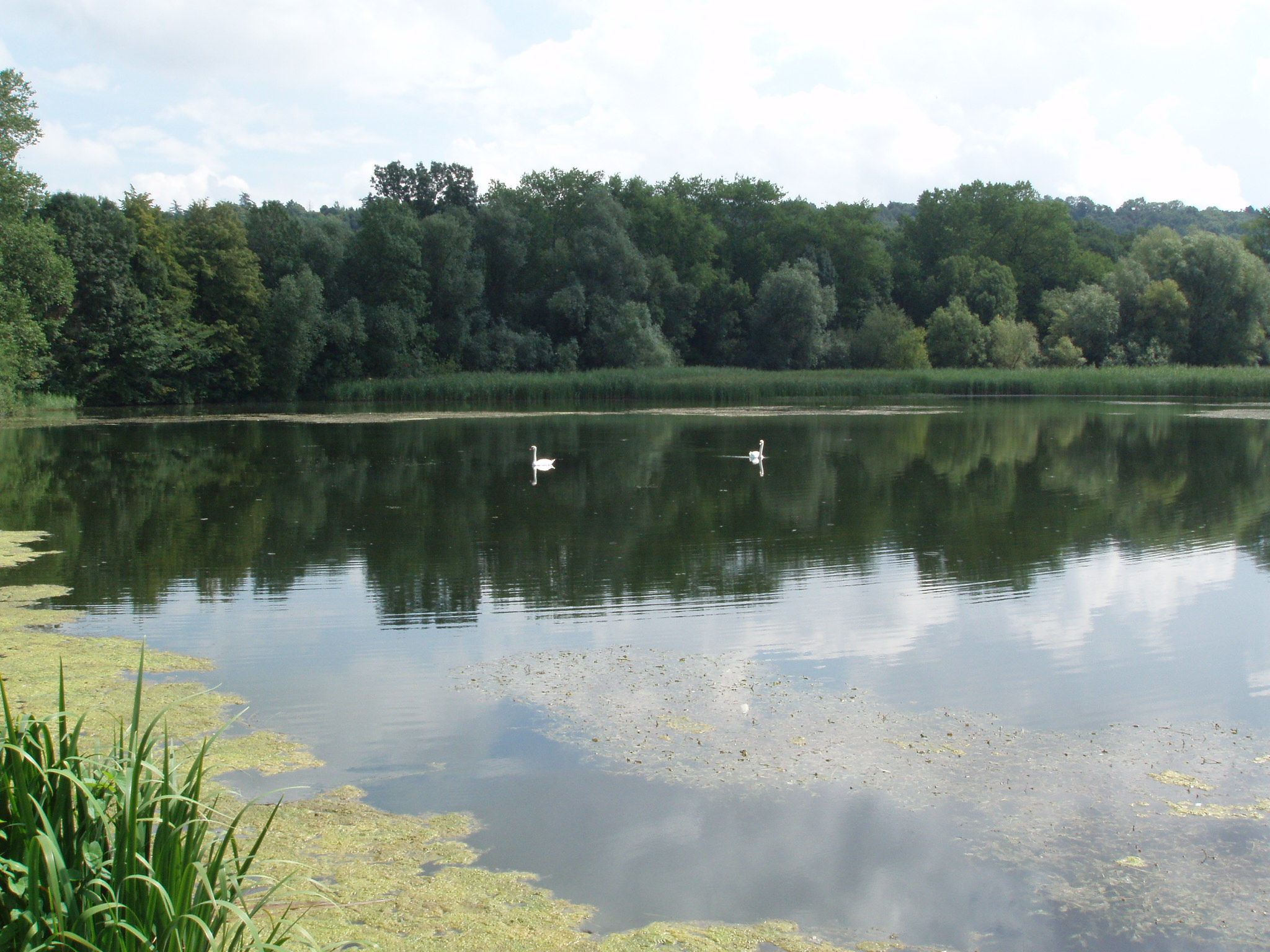
Štěnecký rybník v přírodní památce Kusá hora

Území okrsku se nachází zhruba mezi sídly Radhošť (na severu), Jenišovice (na západě), Luže (na jihozápadě), Příluka (na jihu), Džbánov a Vysoké Mýto (východě). Uvnitř okrsku leží z větších sídel titulní obec Vraclav.

## Geomorfologické členění
Okrsek Vraclavský hřbet (dle značení Jaromíra Demka VIC–3B–1) geomorfologicky náleží do celku Svitavská pahorkatina a podcelku Loučenská tabule. Dále se již nečlení.
Hřbet sousedí s dalšími okrsky Svitavské pahorkatiny: Litomyšlský úval na východě, Novohradská stupňovina na jihu, Štěpánovská stupňovina a Hrochotýnecká tabule na západě. Dále sousedí s celkem Východolabská tabule na severu.

## Významné vrcholy
Nejvyšším bodem Vraclavského hřbetu je Na Chlumku (495 m n. m.).
| název vrcholu | výška (m n. m.) | podřazená jednotka |
| ------------- | --------------- | ------------------ |
| Na Chlumku    | 495             | -                  |
| Kamenec       | 337             | -                  |